# Paul Angerer
Paul Angerer   (Viena, 16 de maig de 1927 - 26 de juliol de 2017) Paul Leopold Ferdinand Angerer , va ser un director d'orquestra, violista, compositor i presentador de ràdio austríac.

## Biografia
Paul Angerer va rebre les seves primeres lliçons instrumentals de piano i violí als 5 anys del seu avi, el clarinetista Carl Denk (1870–1936). Va assistir a l'institut humanístic i després al conservatori.
El 15 de gener de 1945, Angerer va ser reclutat al Servei de Treball del Reich i, amb 17 anys, el 10 de març, va ser traslladat al Jägerbataillon 28 (Jg.Eu.A.Blg.28) a Šternberk (aleshores Sternberg) i aviat caure presoner pels soviètics. Entre juny i agost de 1945, al camp de presoners de guerra soviètic-txec de l'antiga caserna del camp de concentració d'Auschwitz, va escriure el seu primer treball teòric musical, Über die geheimnisvollen Zusammenhänge in der Musik, in der Kunst im allgemeinen (Auschwitzer Musikgeschichte), que va anotar en sacs de paper buits. El mateix mes d'agost va ser alliberat de la captivitat i va anar a Viena.
Angerer va estudiar piano, orgue, violí i viola a la Universitat de Música de Viena. Després de guanyar una medalla al Concurs de Música de Ginebra el 1948, va ocupar un lloc a l'Orquestra de la Suisse Romande. De 1953 a 1956 va ser viola principal de l'Orquestra Simfònica de Viena i de 1956 a 1963 director en cap de l'Orquestra de Cambra de Viena i del Burgtheater de Viena. L'estil compositiu d'Angerer va ser influenciat per Paul Hindemith.
Entre 1964 i 1982 Angerer va ser director o director en cap dels teatres d'òpera de Bonn i Ulm i de 1968 a 1972 director d'òpera del Teatre Estatal de Salzburg. De 1971 a 1981 va dirigir l'Orquestra de Cambra del Sud-oest d'Alemanya Pforzheim. El 1982, Paul Angerer va fundar l'"Ensemble Concilium musicum" de Viena juntament amb el seu fill, el violista i intèrpret de viola d'amore Christoph Angerer (* 1966). Amb aquestes orquestres va realitzar una sèrie d'enregistraments de gran prestigi. Es va poder escoltar en molts concerts amb el seu fill. El 1982 va esdevenir professor a la Universitat de Música i Arts Escèniques de Viena, on va romandre fins a la seva jubilació el 1992.
Paul Angerer va ser conductor de la ràdio ORF durant 17 anys, i des del novembre de 2001 ha presentat el seu propi programa, Capriccio, a Radio Ö 1 a Radio Stephansdom (des de 2015: radio klassik Stephansdom). Va viure a Viena i al seu Freihof a Unternalb prop de Retz, Baixa Àustria Va ser enterrat al cementiri central de Viena.

## Premis
- 1953: Premi Estatal de Música[11]
- 1954: 1r premi al Concurs Internacional d'Orgue de Haarlem
- 1959: 1r premi al Concurs d'Òpera de Salzburg
- 1977: Professor (títol professional)
- 1983: Premi Ciutat de Viena de Música[12]
- 1987: Premi d'Apreciació Musical de l'Estat de la Baixa Àustria
- 1994: Premi Estatal de Baixa Àustria per a la Recerca Mozart
- 1998: Johann Nestroy Ring de la ciutat de Viena
- 2001: Creu d'Honor Austríaca per a la Ciència i l'Art, 1r Classe